# São José dos Pinhais
São José dos Pinhais is een gemeente in de Braziliaanse deelstaat Paraná. De gemeente telt 307.530 inwoners (schatting 2017).

## Aangrenzende gemeenten
De gemeente grenst aan Curitiba, Fazenda Rio Grande, Guaratuba, Mandirituba, Morretes, Pinhais, Piraquara en Tijucas do Sul.

## Geboren
- Marlos Romero Bonfim, "Marlos", (1988), voetballer